# ایرینا گوبانووا
ایرینا گوبانووا (روسی: Ири́на И́горевна Губа́нова؛ ۳ مارس ۱۹۴۰ – ۱۵ آوریل ۲۰۰۰) بازیگر و رقصنده باله اهل اتحاد جماهیر شوروی بود.
از فیلم‌ها یا برنامه‌های تلویزیونی که وی در آن نقش داشته‌است، می‌توان به سفرهای آقای کِـلِـکْسْ، جنگ و صلح، نبرد مسکو اشاره کرد.